# Lineman

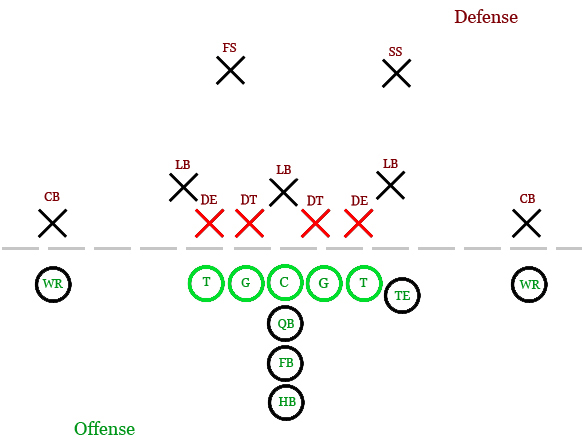
Opstelling van de offensive linemen (groen) en de defensive linemen (rood)

Een lineman is een positie in American en Canadian football. Linemen zijn groot en zwaar en stellen zich op in de eerste linie bij aanvang van een aanvalspoging. Er zijn twee soorten linemen: offensive linemen en defensive linemen.
Offensive linemen zijn onderdeel van het aanvallende team en hebben als primaire taak het beschermen van de spelers achter zich door tegenstanders tegen te houden. De offensive line bestaat uit een center, twee guards, twee tackles en één of twee tight ends.
Defensive linemen zijn onderdeel van het verdedigende team en hebben als taak de aanvalspoging van de tegenstander te verstoren door de eerste linie van de tegenstander door te dringen. Zij proberen daarbij de bal te onderscheppen uit een pass of de baldrager te vloeren. De defensive line bestaat uit defensive ends, defensive tackles en een nose tackle.
Aanval: Quarterback · Wide receiver · Tight end · Center · Guard · Offensive tackle · Running back · Fullback · H-back

Verdediging: Defensive tackle · Defensive end · Nose tackle · Linebacker · Defensive back

Speciale teams: Placekicker · Punter · Long snapper · Holder · Punt returner · Kick returner · Gunner